# Lisa Howard
Pour les articles homonymes, voir Howard.
Lisa Howard est une actrice canadienne de télévision née le 24 novembre 1963 à London (Ontario). Elle est surtout connue le rôle d'Anne Lindsey dans la série Highlander.
Elle a fait des apparitions dans Des jours et des vies et la série RoboCop. Elle a également joué dans l'entièreté de la première saison de Invasion planète Terre et puis épisodiquement.

## Vie privée
Elle est mariée au producteur et auteur Daniel Cerone, ils ont deux enfants, Jasper et Sofia.